# SH-01G
ドコモ スマートフォン AQUOS ZETA SH-01G（ドコモ スマートフォン アクオス ゼータ エスエイチゼロイチジー）は、シャープによって開発された、NTTドコモの第3.9世代移動通信システム（Xi）と第3世代移動通信システム（FOMA）とのデュアルモード端末である。ドコモ スマートフォン（第2期）のひとつ。

## 概要
SH-04Fの後継機種で、画面サイズを0.1インチアップした、5.5インチFHD IGZO液晶を搭載しつつも狭額縁設計「EDGEST」デザインにより画面占有率は約81%、幅は76mmに抑えられている。
ボディカラーはIndigo、White、Cyan、Coralの4色があるが、Indigoは凹凸感のあるラバー調、Whiteは光沢感重視のグロス調、Cyanは光沢感のあるドット調、Coralはサラサラ仕上げと背面仕上げがカラーによって異なる。
独自の機能として、ロボット掃除機「ココロボ」をはじめとする同社の健康・環境家電製品に搭載されている人工知能（AI）「ココロエンジン」をベースとした「エモパー（emopa、「Emotional Partner(エモーショナルパートナー：ずっと一緒)」が語源の造語）」を搭載。音声合成技術はHOYAサービスの「VoiceText」を採用しており、例えばバッテリー残量が少なくなったり、本体を落としてしまったりするとスマートフォンがしゃべるようになっている。また、時刻に合わせたメッセージをスマートフォンが表示したりする。ただし、本体との対話機能を搭載しているわけではない。また本体の両サイドを持つだけで画面表示をONにできる「グリップマジック」と連動し、ロック画面に情報を表示することが可能となっている。
カメラ機能が強化されている。リコーイメージングの高画質デジタルカメラ「RICOH GR」開発メンバーによる画質改善認証プログラム「GR Certified」を初めて取得。レンズや画像処理などの高い基準をクリアし、高画質な写真撮影が可能となっている。メインカメラはレンズの位置制御により手ブレを抑え、ズームアップ時もクリアな画像や動画が撮影可能な「光学式手ブレ補正」を採用した他、ノイズを低減しクリアな写真を撮影できる「高品位モード」や撮影後に背景のぼかしの量を調整できる「背景ぼかし」に対応。アウトカメラは、複数人で一緒に撮れるワイド撮影や自分撮りに便利なタイマー撮影に対応した。
Wi-FiとLTEの同時接続により、音楽や動画などの大容量データが高速でダウンロードでき、快適にコンテンツを楽しめる「デュアルスピードモード」や電波の弱いWi-FiエリアではLTEへシームレスに自動で切り替えることで、通信の中断が減り、移動しながらでも快適にネット動画などを楽しむことができる「スムーズチェンジモード」を搭載している。
他にも、AQUOSシリーズでは初めてハイレゾ音源の再生に対応している。ただし、対応する再生プレーヤーは「ミュージック」アプリのみに限られる。
なおロッドアンテナを内蔵していないため、ワンセグ・フルセグ・NOTTVの視聴・録画時には、同梱のアンテナ付きイヤホンケーブルを接続する必要がある。
キャッチコピーは「ココロが通う、心に響く IGZO搭載全身スクリーン AQUOS」。

## 搭載アプリ
- アルバム
- ミュージック
- テレビ
- 取扱説明書
- SH SHOW（メーカーアプリ）
- おサイフケータイ
- SHツール
- Office Suite
- コンテンツマネージャー
- 翻訳ファインダー
- 検索ファインダー
- SHカメラ
- カメラ（Google）
- Gmail
- メール
- マップ
- ハングアウト
- Playストア
- ダウンロード
- YouTube
- Google
- ブラウザ
- カレンダー
- アラーム・時計
- 電卓
- 設定
- Google+
- 写真（Google Plus Photos）
- Google設定
- Playムービー
- メッセージ
- Chrome
- Playブックス
- Playゲーム
- ドライブ
- 音声検索

## 主な機能
| 主な対応サービス                                | 主な対応サービス                                      | 主な対応サービス                     | 主な対応サービス                                                  |
| ----------------------------------------------- | ----------------------------------------------------- | ------------------------------------ | ----------------------------------------------------------------- |
| タッチパネル/加速度センサー                     | Xi/FOMAハイスピード/VoLTE                             | Bluetooth                            | DCMX/おサイフケータイ/NFC/かざしてリンク/赤外線/トルカ            |
| ワンセグ/フルセグ/モバキャス                    | メロディコール                                        | テザリング                           | WiFi IEEE802.11a/b/g/n/ac                                         |
| GPS                                             | ドコモメール/電話帳バックアップ                       | デコメール/デコメ絵文字/デコメアニメ | iチャネル                                                         |
| エリアメール/ソフトウェアーアップデート自動更新 | デジタルオーディオプレーヤー(WMA・MP3他)/ハイレゾ音源 | GSM/3Gローミング(WORLD WING)         | フルブラウザ/Flash Player                                         |
| Google Play/dメニュー/dマーケット               | Gmail/Google Talk/YouTube/Picasa                      | バーコードリーダ/名刺リーダ          | ドコモ地図ナビ/ドコモ ドライブネット/Google Maps/ストリートビュー |

## 歴史
- 2014年9月30日 - NTTドコモより発表・事前予約開始。
- 2014年11月14日 - 発売開始[8]。

## アップデート・不具合など
2014年11月14日のアップデート
- SHカメラにて静止画撮影時の画質を改善。
- ビルド番号が01.00.00、01.00.01から01.00.03になる。

2015年2月3日のアップデート
- VoLTE発信時において、まれに呼び出し音が正常に聞こえない場合がある不具合を修正する。
- ビルド番号が01.00.00、01.00.01、01.00.03から01.00.05になる。

2015年4月13日のアップデート
- 特定の条件でカメラのフォーカス機能が正常に作動しない場合がある不具合を修正する。
- ビルド番号が01.00.00、01.00.01、01.00.03、01.00.05から01.00.07になる。

2015年7月23日のアップデート
- 特定の条件で通話時間が正しく表示されない不具合を修正する。
- ビルド番号が01.00.00、01.00.01、01.00.03、01.00.05、01.00.07から01.00.08になる。

2015年11月19日のアップデート
- OSがAndroid 5.0にバージョンアップ。
- SHカメラのUIの変更、および一部撮影モードの廃止。
- インカメラに顔認識機能を追加。
- 日本語入力ソフトを「S-Shoin（スーパー書院）」に変更。
- ビルド番号が01.00.00、01.00.01、01.00.03、01.00.05、01.00.07、01.00.08から02.00.02になる。

2016年8月30日のアップデート
- 再起動を繰り返す不具合を修正する。
- ビルド番号が02.00.02から02.00.03になる（上述のAndroid 5.0へのバージョンアップが必須）。